# Métro de Varsovie
 (novembre 2009).
Si vous disposez d'ouvrages ou d'articles de référence ou si vous connaissez des sites web de qualité traitant du thème abordé ici, merci de compléter l'article en donnant les références utiles à sa vérifiabilité et en les liant à la section « Notes et références ».
Le métro de Varsovie comprend une ligne, Nord-Sud, inaugurée en 1995  et une nouvelle ligne, Est-Ouest, partiellement ouverte le 8 mars 2015. Il est intégré aux réseaux de tramway de Varsovie et ferroviaire régional.

## Histoire
Inauguré en 1995, le métro de Varsovie est l'aboutissement d'un projet plus ancien. C’est en effet en 1925, quelques années après l'indépendance de la Pologne, que les autorités de la ville de Varsovie décidèrent d’étudier un projet de métro. Les études n’étaient pas terminées quand la guerre survint en 1939. Un seul tunnel avait commencé à être creusé.
En 1950, le gouvernement décida de construire le métro mais les travaux s’arrêtèrent en 1957.
Après des études préliminaires en 1974, le conseil des ministres prit, en 1982, la résolution de construire une première ligne du métro et les travaux recommencèrent l’année suivante. Malheureusement la situation politique, et surtout financière du régime communiste polonais, devint de plus en plus difficile et les travaux n’avancèrent qu’au ralenti. En 1987, une loi impose que le budget d'État cesse d’être l’unique source de financement du métro. Le projet est alors réduit tant pour sa longueur que pour le nombre de stations mais, sans expérience et sans aide extérieure, les constructeurs peinent à progresser.
Un accord commercial[réf. nécessaire] entre les régimes communistes de Pologne et d’URSS prévoyait une livraison de 90 véhicules pour le métro : seuls 10 seront livrés avant la chute du régime soviétique. C’est sur le budget municipal que seront achetés les 32 véhicules livrés en 1994.
Après un dernier retard à cause d’un renforcement des normes de sécurité, le métro est enfin inauguré le 7 avril 1995 de la station Kabaty à Politechnika (11,5 km et 11 stations).
La construction du métro continue : 4 extensions vers le nord de petite longueur se succédant au fur et à mesure de la construction des stations : en mai 1998 jusqu’à la station Centrum (1,5 km, une station), en mai 2001 jusqu’à Ratusz (1,7 km, deux stations), en décembre 2003 jusqu’à Dworzec Gdański (1,5 km, une station), en avril 2005 jusqu’à Plac Wilsona (1,1 km, une station).
Une nouvelle extension de la ligne vers le nord (5,5 km, 5 stations) s'est faite entre 2005 et 2008 : de Plac Wilsona à Marymont en décembre 2006, de Marymont à Słodowiec en avril 2008 et finalement de Słodowiec jusqu'à Młociny le 25 octobre 2008. Il reste encore deux stations à bâtir au centre de la ligne : Plac Konstytucji (entre Politechnika et Centrum) et Muranów (entre Ratusz Arsenał et Dworzec Gdański). Elles étaient prévues pour 2009, mais la construction n'avait pas encore commencé en octobre 2008.

### Chronologie
| Ligne | Tronçon                               | Date d'ouverture  |
| ----- | ------------------------------------- | ----------------- |
| L1    | Kabaty → Politechnika                 | 7 avril 1995      |
| L1    | Politechnika → Centrum                | 26 mai 1998       |
| L1    | Centrum → Ratusz Arsenał              | 11 mai 2001       |
| L1    | Ratusz Arsenał → Dworzec Gdański      | 20 décembre 2003  |
| L1    | Dworzec Gdański → Plac Wilsona        | 8 avril 2005      |
| L1    | Plac Wilsona → Marymont               | 26 décembre 2006  |
| L1    | Marymont → Słodowiec                  | 23 avril 2008     |
| L1    | Słodowiec → Młociny                   | 25 octobre 2008   |
| L2    | Rondo Daszyńskiego → Dworzec Wileński | 8 mars 2015       |
| L2    | Dworzec Wileński → Trocka             | 15 septembre 2019 |
| L2    | Rondo Daszyńskiego → Księcia Janusza  | 5 avril 2020      |
| L2    | Księcia Janusza é → Bemowo            | 30 juin 2022      |
| L2    | Trocka → Bródno                       | 28 septembre 2022 |

## Réseau actuel

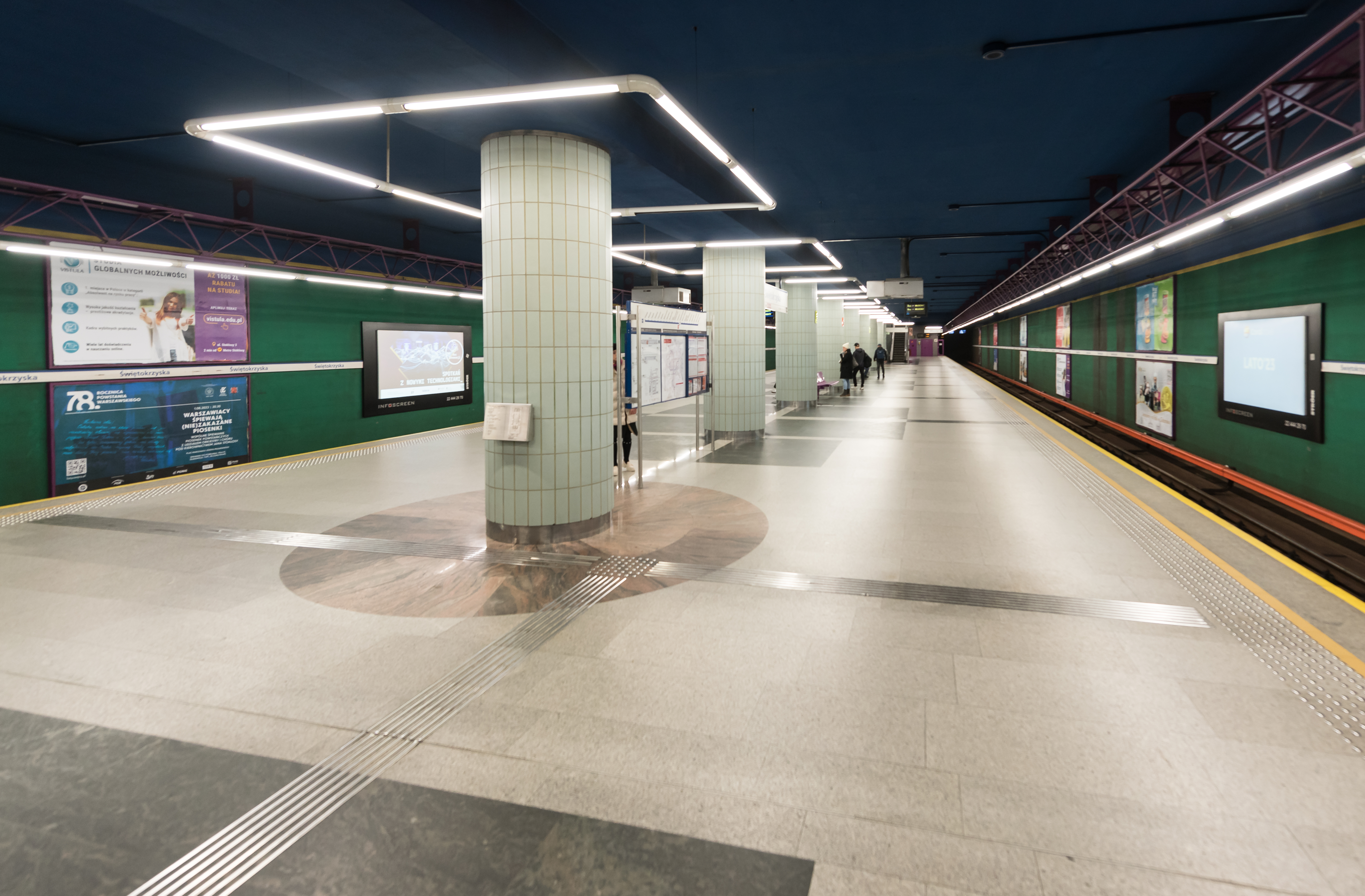
Station Świętokrzyska (Sainte-Croix)

Le réseau est constitué de deux lignes. La ligne 1 suit un axe Nord-Sud et est intégralement implantée sur la rive ouest de la ville. La ligne 2 suit un axe Est-Ouest et dessert les rives de la ville en traversant le Vistule entre les stations Centrum Nauki Kopernik et Stadion Narodowy. Les deux lignes se croisent à la station Świętokrzyska. Une troisième ligne est en cours de construction et deux autres lignes supplémentaires sont à l'état de projet.
L'intégralité du réseau est situé en souterrain, les stations étant installées entre 8 et 12 mètres en dessous de la surface.
| Ligne | Parcours         | Ouverture | Dernier prolongement | Longueur (km) | Stations |
| ----- | ---------------- | --------- | -------------------- | ------------- | -------- |
| L1    | Kabaty → Młociny | 1995      | 2008                 | 23,1          | 21       |
| L2    | Bemowo → Bródno  | 2015      | 2022                 | 19,1          | 18       |

### Matériel roulant
Les véhicules sont alimentés classiquement en 750 V par rail de traction au sol. La voie est à écartement standard 1,435 m.

Les rames sont exploitées en mode manuel, un dispositif contrôlant la vitesse et l’intervalle des trains. La conduite automatique est en cours d’implantation.

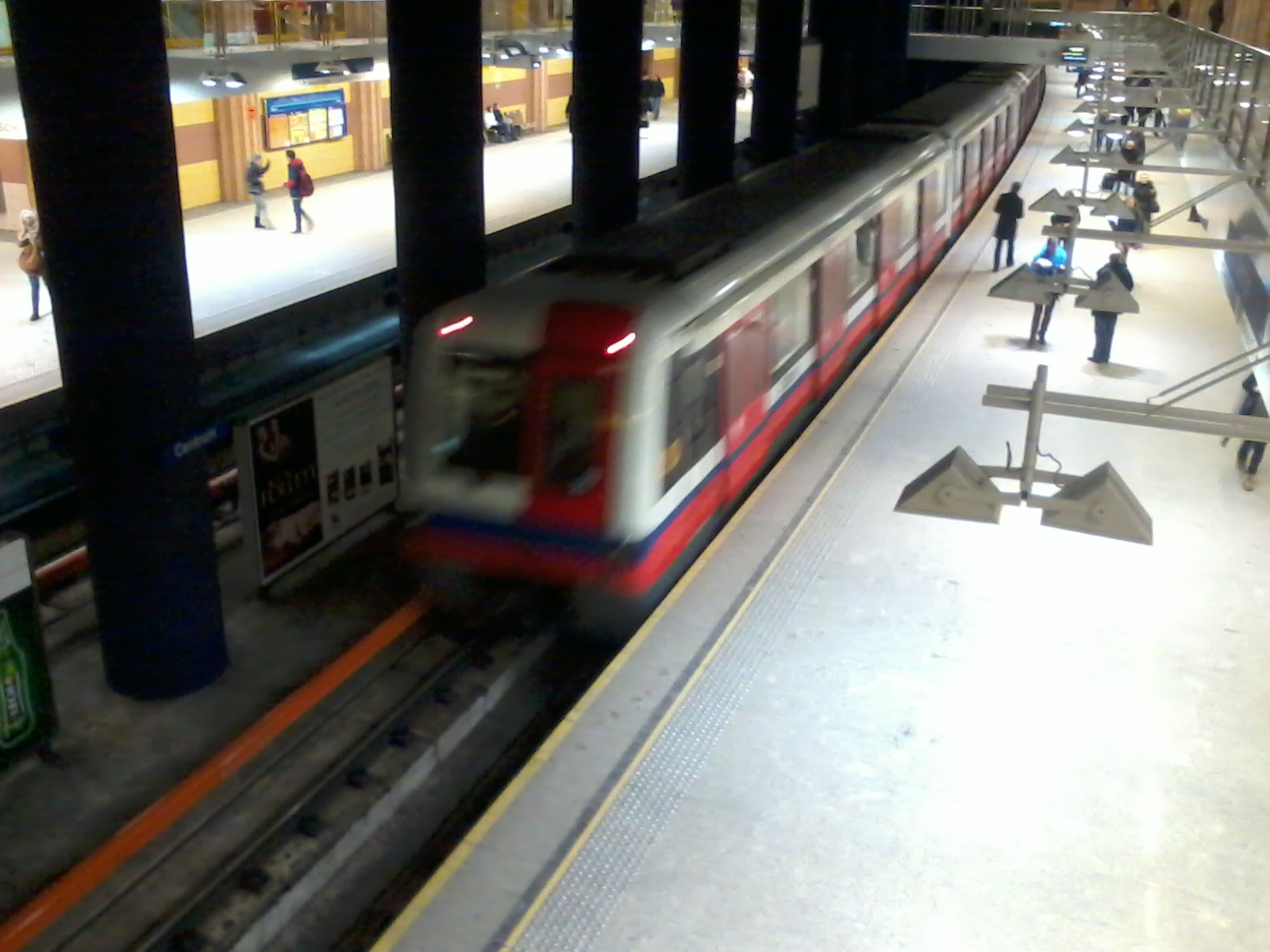
Rame à la station Centrum (Centre)

#### Série 81-717/714
Lors de l'ouverture du réseau, le parc de matériel roulant était composé de 60 véhicules de fabrication russe (série 81), répartis en 15 trains de quatre véhicules, de 108 véhicules de conception française répartis en 18 trains de six véhicules et de 35 trains de six véhicules de conception allemande. Tous les véhicules pouvaient atteindre une vitesse de 90 km/h. Leur largeur est de 2,8 m pour une longueur de 19,5 m.[réf. nécessaire]

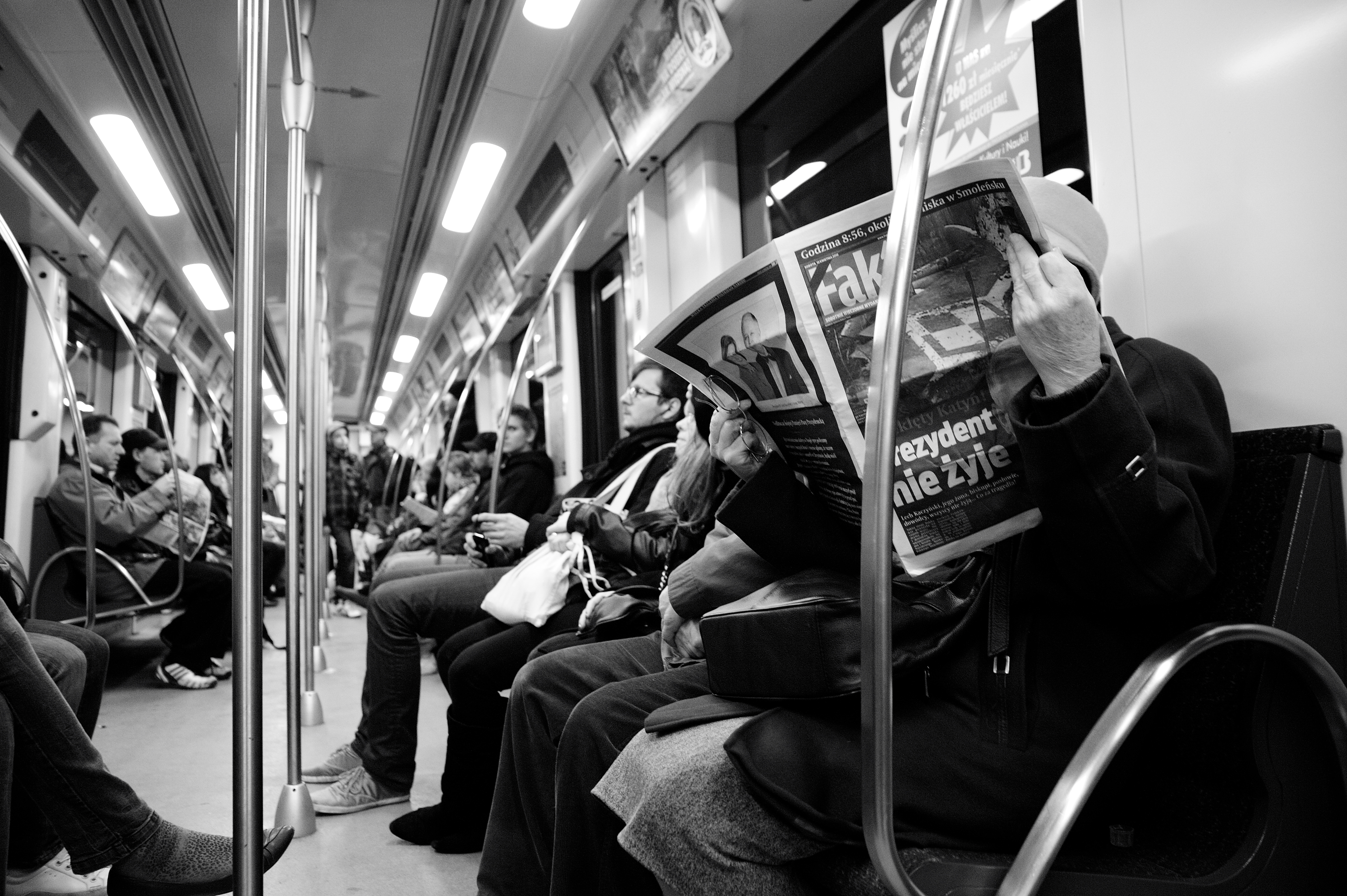
Voyageurs dans le métro de Varsovie, au lendemain de l'accident de l'avion présidentiel polonais. Avril 2010.

Aux 10 véhicules initiaux fabriqués chez MVZ à Mytishchi près de Moscou livrés en 1989, s’ajoutèrent les 32 véhicules fabriqués chez Metrowagonmasz à Saint-Pétersbourg livrés en 1994, puis 18 véhicules du même constructeur livrés en 1997.
En avril 2006, l'exploitant du métro a signé un contrat pour 14 véhicules intermédiaires complémentaires avec Metrowagonmasz ; un autre lot de 16 véhicules du même type est en cours de commande. Tous les trains russes initiaux purent ainsi passer de 4 à 6 véhicules.
Toutes les véhicules de la série 81 furent retirés du réseau en 2023, peu de temps après l'arrivée des nouvelles rames de Škoda Transportation. Certain de ces trains en bon état ont été transférés au métro de Kiev et Kharkiv et une rame a été conservée en tant que véhicule historique.

#### Série Alstom Metropolis
En avril 1998, la société Alstom a obtenu un contrat de 480 millions de złotys (105 millions d'euros) pour 18 trains de 6 véhicules (2 motrices-4 remorques). Les 4 premiers trains ont été fabriqués dans l’usine de Barcelone et livrés en 2000. Les 14 autres trains ont été produits dans l’usine Alstom Konstal de Chorzów et livrés entre 2001 et début 2005. Chacun de ces trains peut emporter 1 460 passagers dont 250 assis.

#### Série Siemens Inspiro
En février 2011, 35 rames à 6 caisses Inspiro ont été commandés à Siemens pour 272 millions d'euros. Les premières rames sont entrées en service fin 2012. Une panne importante a eu lieu le 17 novembre 2013 et a qui requis une enquête minutieuse. Un incendie est survenu entre deux stations.

#### Série Škoda Varsovia
En 2020, un accord a été signé avec les sociétés Škoda Transportation et Škoda Vagonka pour la fourniture de 222 nouveaux wagons. La livraison des premiers trains a eu lieue durant la première moitié de l'année 2022 et a permis la suppression des véhicules de la série 81.

#### Répartition du matériel sur les deux lignes (M1 et M2)[5]
| Matériel              | Matériel              | Livraison   | Suppression | Constructeur   | Nombre de wagons | Nombre de rames | Ligne(s) desservie(s) | Illustration |
| --------------------- | --------------------- | ----------- | ----------- | -------------- | ---------------- | --------------- | --------------------- | ------------ |
| 81-717/714            | 81-717.3 / 714.3      | 1989 – 1990 | 2023        | Metrovagonmash | 90               | 15              | L1                    |              |
| 81-717/714            | 81-572 / 573          | 1995 – 1997 | 2023        | Metrovagonmash | 90               | 15              | L1                    |              |
| 81-717/714            | 81-572.2 / 573.2      | 2009        | 2023        | Metrovagonmash | 42               | 7               | L1                    |              |
| Alstom Metropolis 98B | Alstom Metropolis 98B | 2000 – 2005 | en service  | Alstom         | 108              | 18              | L1                    |              |
| Siemens Inspiro       | Siemens Inspiro       | 2013 – 2015 | en service  | Siemens        | 210              | 35              | L1                    |              |
| Siemens Inspiro       | Siemens Inspiro       | 2013 – 2015 | en service  | Siemens        | 210              | 35              | L2                    |              |
| Škoda Varsovia        | Škoda Varsovia        | 2022        | en service  | Škoda          | 222              | 37              | L1                    |              |
| Škoda Varsovia        | Škoda Varsovia        | 2022        | en service  | Škoda          | 222              | 37              | L2                    |              |

### Exploitation
Le métro est exploité de 5 h du matin jusqu’à 0 h 20 en jours de semaine. L’intervalle entre deux trains est de 4-5 minutes dans la journée et de 8 minutes tôt le matin et après 21 h. Le samedi l’intervalle est de 7 minutes et le dimanche de 8 minutes. La vitesse moyenne atteint 36 km/h.
Les quais des stations atteignent une longueur de 120 mètres pour pouvoir accueillir des rames de 6 véhicules. Compte tenu de la taille des véhicules, le métro transporte 30 000 passagers par heure, 541 000 passagers par jour en semaine sur la ligne 1, 140 000 passagers le dimanche.
En 2019, le métro de Varsovie a transporté environ 195 millions de personnes (30 millions de passagers en 1996 , 140 millions de personnes en 2011).
Un billet simple à durée limitée coûte 4,4 zł, (1,07 €)  un billet pour la journée 15 zł (3,66 €) et une carte mensuelle 100 zł (environ 24,4 €) 

## Projets et réalisations en cours

### Nouvelle ligne 2
Une deuxième ligne est-ouest (20 km, 20 stations) est en cours de réalisation de Rondo Daszyńskiego, à l’ouest, vers le quartier de Praga, sur la rive droite de la Vistule. Un premier tronçon de 6 km et 7 stations est déjà en service depuis le 8 mars 2015 entre Rondo Daszyńskiego et Dworzec Wileński. Un deuxième tronçon de 3 km est ensuite inauguré à l'Est de la ligne de Dworzec Wileński à Trocka le 15 septembre 2019. En avril 2020, un tronçon de 3,4 km et trois stations est ouvert entre Rondo Daszyńskiego à Księcia Janusza. En juin 2022, un tronçon de 2,1 km est inauguré entre  Księcia Janusza et Bemowo.

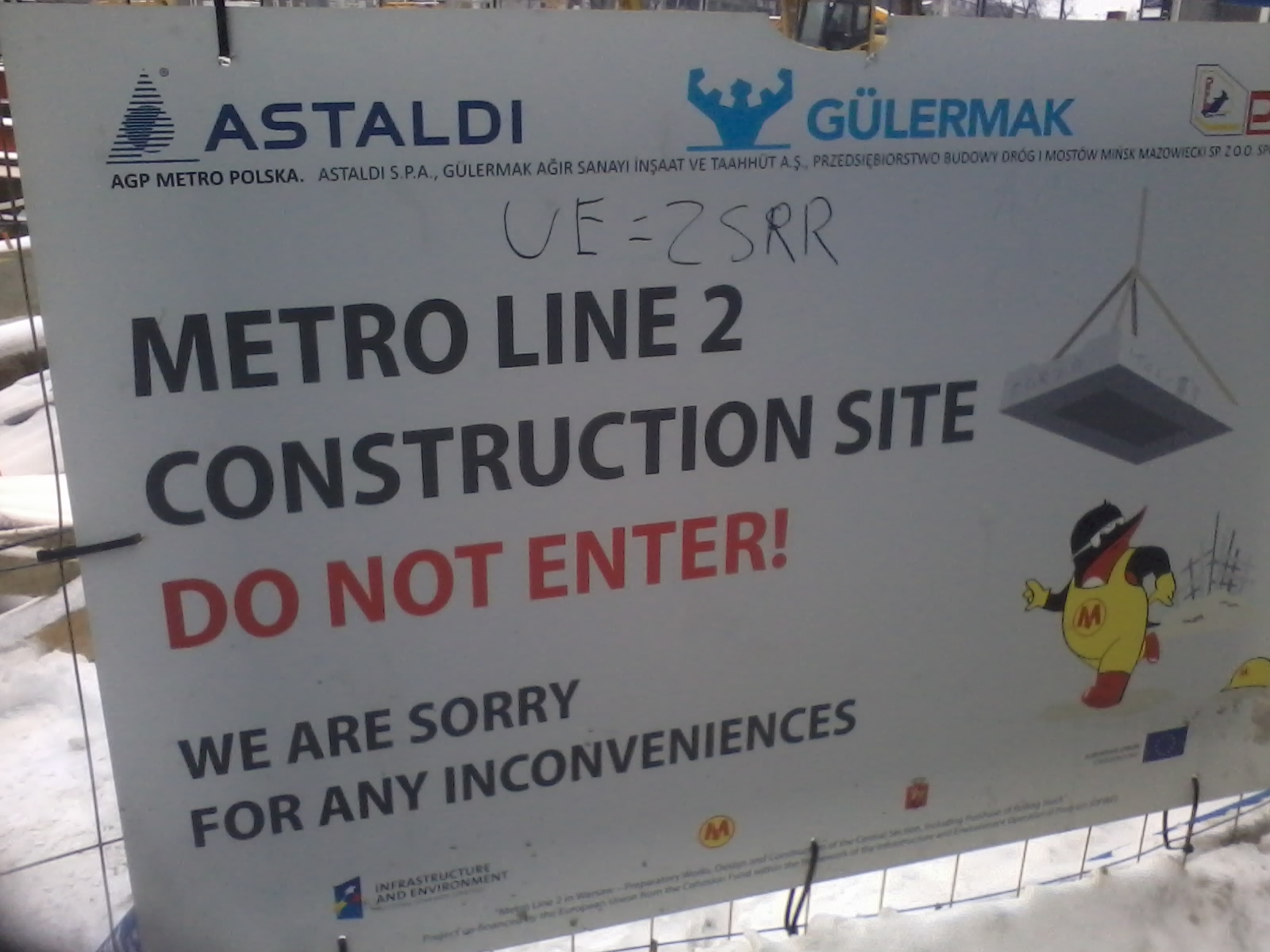
Une pancarte indiquant, en anglais, les travaux de la ligne 2 du métro de Varsovie

Le coût total de la ligne serait de 1,5 milliard d’euros. Des fonds européens seront nécessaires, sans doute à hauteur de 80 %, pour que la ligne soit construite. Il faudrait huit ans pour mettre en service toute la ligne.

### Projets de nouvelles lignes 3 et 4
Une troisième ligne longue de sept kilomètres est également en projet. Elle est censée être reliée à la station Stadion Narodowy, sur la ligne 2. En avril 2021, la construction de la ligne est approuvée. Six nouvelles stations sont prévues d'ici 2028.
Une quatrième, prévue à l’origine, a disparu des plans actuels.